# Святой Малахия
Святой Малахия (ирл. Maelmhaedhoc Ó Morgair; ок. 1094, Арма, Северная Ирландия — 2 ноября 1148, Клерво, Франция) — католический архиепископ Армы в Северной Ирландии. Оказал очень большое влияние на развитие Церкви в Ирландии и принятие римского обряда взамен кельтских литургий. Полагают, что он совершил несколько чудес, а также что он является автором пророчества о последних 112-ти римских папах (см. Пророчество о папах). Канонизирован Климентом III 6 июля 1190 года и стал первым ирландским святым, канонизированным папой.

## Биография

### Ранние годы
Св. Малахия родился в городе Арме в 1094 году.
Св. Бернард Клервоский описывает его как принадлежащего к благородному роду.
Он был крещён с именем ирл. Maël Máedóc (которому соответствуют англ. Malachy и рус. Малахия).
Имя ирл. Maël Máedóc означает «слуга Мэдока» (св. Мэдок англ. Saint Máedóc — ирландский святой VII века).

### Святой Цельсий и реформа Церкви
В то время в Ирландии церковные земли зачастую раздавались королём своим сподвижникам в качестве награды за доблестную службу.
Одно из основных ирландских аббатств, аббатство Армы, находилось во владении Синайского клана (Clann Sínaigh).
Они считали себя преемниками св. Патрика и управление аббатством Армы переходило по наследству внутри этой семьи.
В 1091 году Цельсий (Saint Ceallach) унаследовал владение Армой.
Он решил посвятить себя церковной карьере и, вопреки традиции, передать владение аббатством из рук своего клана в руки Церкви. В 1105 году Цельсий был рукоположён в сан священника, а в 1106 году — во епископа Армы.
Святой Цельсий (Saint Ceallach) не собирался передавать владение Армой по наследству своему племяннику, как того требовал обычай, но начал готовить себе преемника из среды служителей Церкви. Его выбор пал на Малахию.

### Помощник святого Цельсия
Малахия проходил обучение в Арме и был в послушании у отшельника Имара О’Хагана (Imar O’Hagan). В 1114 году он принял монашество, а в 1119 году был рукоположён в сан священника св. Цельсием, архиепископом Арманским.
Цельсий оставлял Малахию управлять епархией во время своего отсутствия. Так Малахия долго замещал Цельсия в 1121—1122 годах, когда тот уезжал в Дублин в связи со смертью Дублинского архиепископа и борьбой за владение кафедрой между Ирландской и Датской фракциями.
В это время Малахия проявил свои блестящие способности: он провёл реформы литургии, ввёл богослужение часов латинского обряда и реформировал последования некоторых других таинств.

### Учёба у бенедиктинцев
В 1122 году, для того чтобы совершенствоваться в священной литургии и богословии, он переехал в городок Лисмор графства Уотерфорд, где провел почти два года, обучаясь и находясь в послушании у св. Малха, бенедиктинского монаха.

### Начало епископского служения

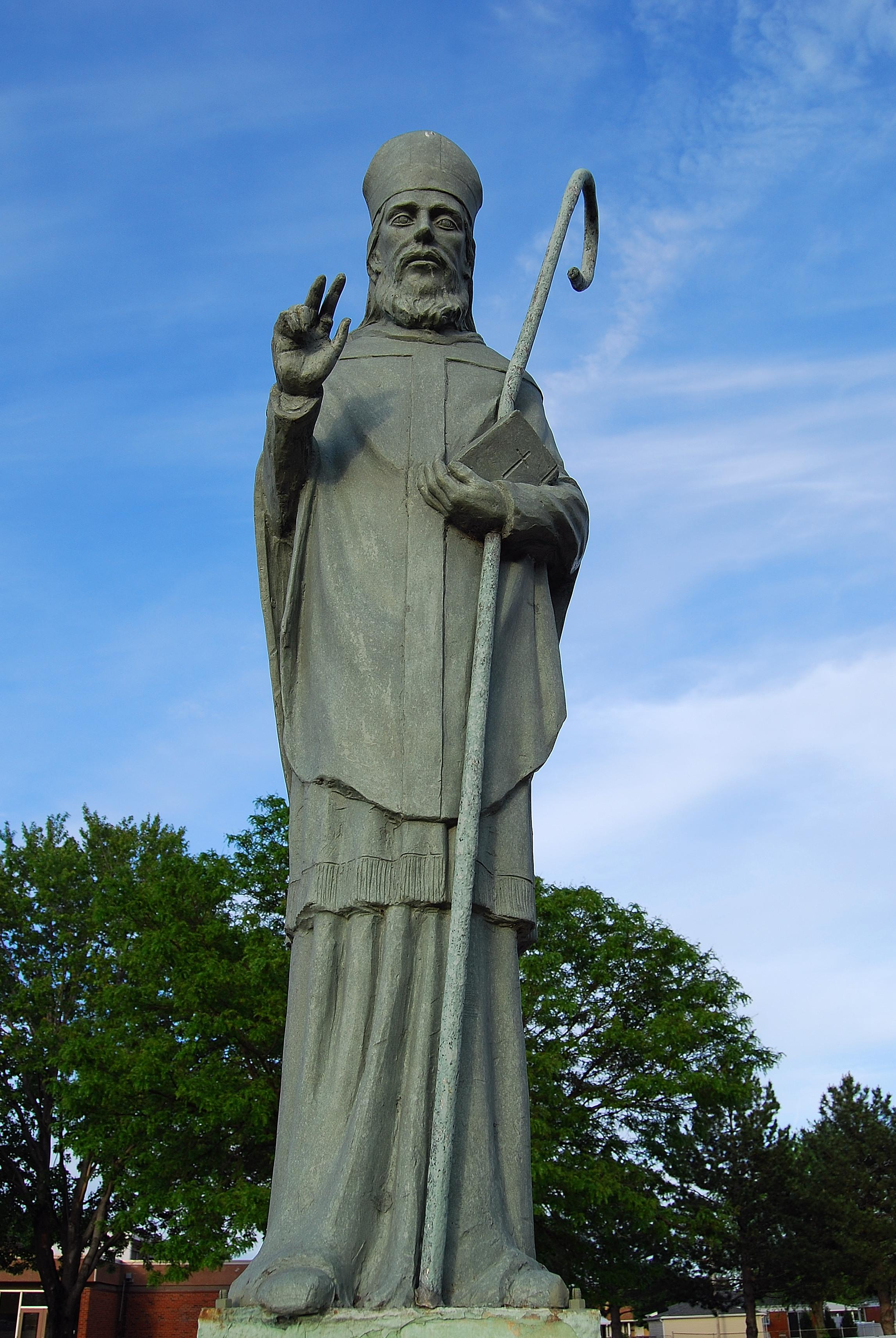
Св. Малахия, архиепископ Армы, Северная Ирландия

Дядя святого Малахии был мирским управляющим (lay abbot) Бангорского монастыря (Bangor Abbey) и принадлежащих ему земель. В 1123 году он передал аббатство своему племяннику.
Став аббатом Бангорского монастыря (Bangor Abbey) Малахия значительно перестроил его и оживил религиозную жизнь населения аббатства. Год спустя, в 1124 году, он был хиротонисан во епископа Даунского и Коннорского, оставаясь при этом жить в Бангорском монастыре. Малахия поставил целью возродить активную религиозную жизнь в своей епархии. Для этого он назначает на приходы епархии хорошо обученных священников из братии Бангорского монастыря (Bangor Abbey).
Религиозная жизнь действительно возрождается и Церковь заметно увеличивает своё влияние в народе. Усиление Церкви не нравится местным князьям, которые, наконец, разоряют епархию. Малахии приходится покинуть Бангор и, вместе с Бангорскими монахами, переселиться в Айверах, графство Керри. Там их благожелательно принял король Кормак (Cormac), у которого Малахия одно время был духовником.

### Архиепископ Арманский
В 1129 году умер святой Цельсий Арманский (Ceallach of Armagh), назначив Малахию своим преемником. В 1132 году Св. Малахия был поставлен архиепископом Армы, одной из первенствующих кафедр Ирландии.
С другой стороны, родственники св. Цельсия не собирались уступать своих владений. Племянник св. Цельсия захватил управление епархией и атрибуты власти: Посох Иисуса (Bachal Isu) и Книгу Евангелия, по преданию, принадлежащие св. Патрику. Св. Малахия мог управлять только частью епархии, живя вне города и не собирая дохода с епархии.

### Возвращение в Даун
В 1137 году Малахия отказался от кафедры в Арме, куда, по общему согласию враждующих сторон, был поставлен епископом Гиль Мак Лиаг (Gille Mac Liag), который правил Армой последующие 40 лет. Св. Малахия рукоположил епископа на Коннорскую (Connor) епархию, оставив за собой кафедру Дауна.

### Визит в Рим
В 1139—1140 годах Малахия ездил в Рим через Шотландию и Цистерианский монастырь в Клерво во Франции, где подружился с Бернардом Клервоским. Малахия оставил несколько своих спутников в этом монастыре для обучения и результатом стало основание в 1142 году Цистерианского аббатства в Меллифонте, Ирландия.
В Риме св. Малахия просил папу Иннокентия II выдать два паллия для архиепископских кафедр в Арме и Кашэле. Паллий он не получил, но был назначен папским легатом. В 1148 году Св. Малахия организовал на острове святого Патрика Синод, где разбирались разногласия между ирландскими христианами и Римом. Присутствовало пятнадцать епископов, две сотни священников и других служителей церкви.
В конечном счёте, Ирландия в 1152 году получила четыре паллия, но св. Малахия до этого момента не дожил.

### Смерть и канонизация
Направляясь в Рим для встречи с новым папой Евгением III, св. Малахия умер на руках у св. Бернарда в аббатстве Клерво ночью на 2 ноября 1148 года. Бернард Клервоский написал «Жизнь» и с той поры устанавливается почитание св. Малахии, особенно среди Цистерианцев.
Св. Бернард Клервоский привёл много интересных рассказов о св. Малахии, и подчеркивает его рвение в религиозной деятельности, как в Конноре, так и в Арме.
В 1190 году папа Климент III назвал Малахию среди Цистерианских святых.

### Пророчество о папах

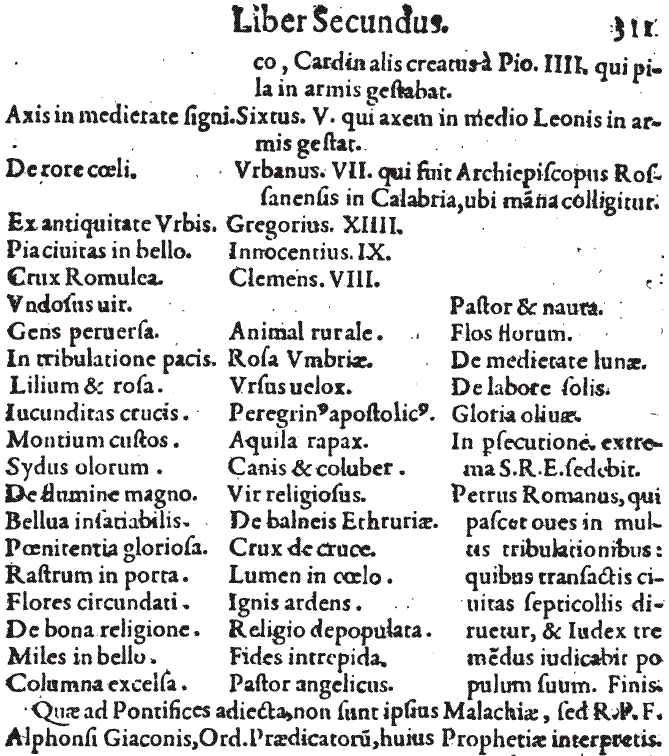
Часть страницы с окончанием «Пророчества о папах» в «Древе жизни» («Lignum Vitae») (1595) стр.311

«Пророчество о папах», приписываемое св. Малахии — 112 коротких латинских фраз (девизов), описывающих римских пап (а также нескольких антипап), начиная с Целестина II (избран в 1143) и вплоть до «Конца» (означенного в «пророчестве» словом лат. «Finis»).
Впервые текст пророчества был опубликован в 1595 году бенедиктинцем Арнольдом де Вионом (Arnold de Wyon)
в его книге «Lignum Vitae» («Древо жизни»).
Вион приписал авторство списка св. Малахии, который в начале 1139 года через Шотландию, Англию и Францию ездил в Рим,
к папе Иннокентию II. Именно с этим посещением связывают написание Малахией «Пророчества о папах», подлинность которого, впрочем, оспаривается многими авторами.
По наиболее распространённому толкованию пророчества, папа Бенедикт XVI (интронизирован 24 апреля 2005 года) ассоциируется с латинской фразой пророчества «De Gloria Olivae» («От славы оливы») и является предпоследним римским папой.